# Heineken

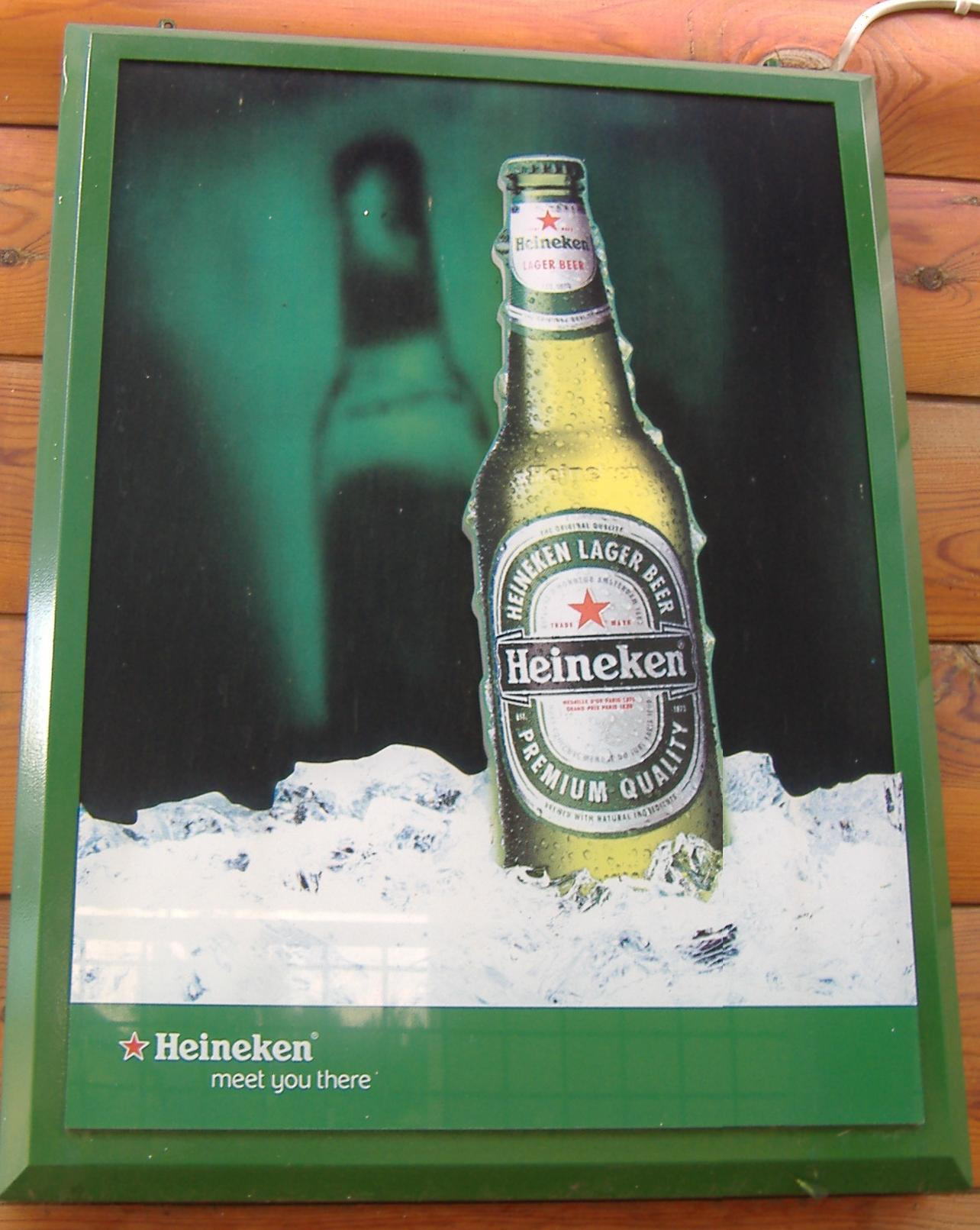
Heinekenes hirdetőtábla Makón, a 43-as főút mellett

A Heineken NV Európa egyik legnagyobb sörkészítő és forgalmazó vállalata. 125 sörgyárral rendelkezik a világ 70 országában. Globális szinten a 3. helyen áll az eladott mennyiségek és a jövedelmezőség tekintetében. A cég mindennapi tevékenységét átlagosan 73. 000 alkalmazott segíti.

## Története évszámokban

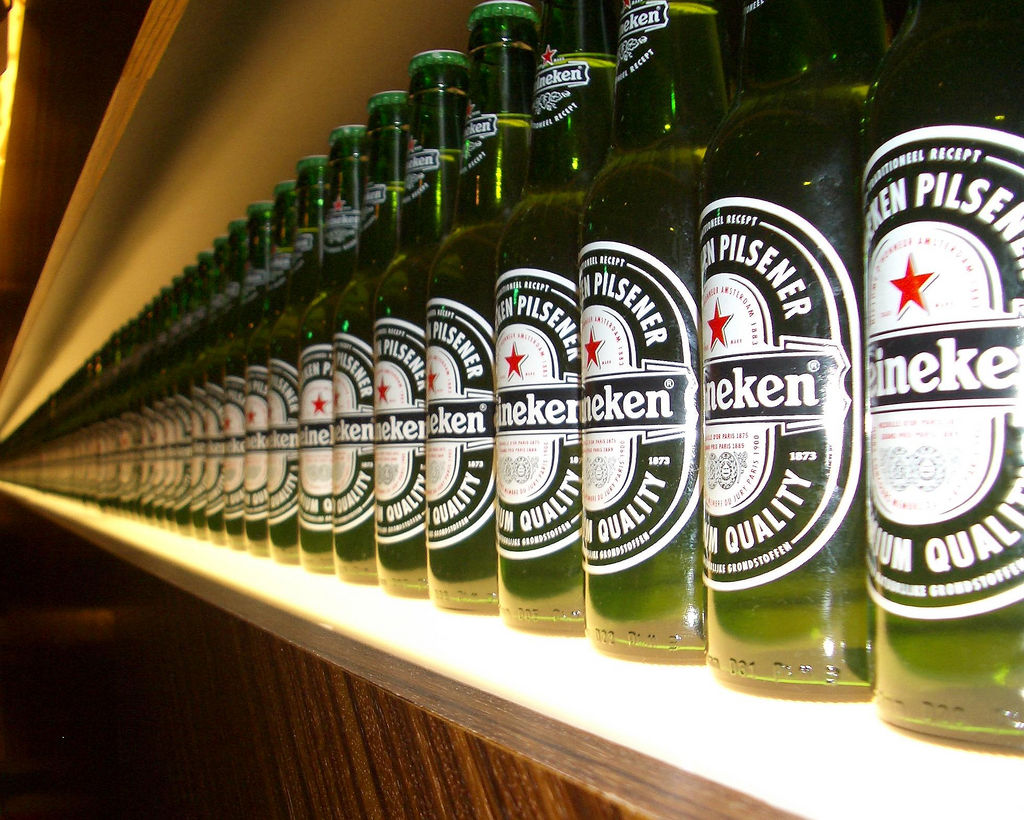
Heineken-üvegek a Heineken Experience bárjában

- 1864 A Heineken család belép a holland sörpiacra
- 1873 Megalakul a Heineken N. V. világvállalat
- 1886 Dr. H. Elion, Pasteur tanítványa kifejleszti a különleges ‘A’ élesztőt, ami a Heineken sör egyedi ízét adja
- 1889 A Grand Prix Párizs megjutalmazza a minőségi innovációkat
- 1928 A Heineken marketingstratégiájának első lépései
- 1929 A Heineken meghódítja az ázsiai piacot is
- 1968 A Heineken felvásárolja az Amstel Sörfőzdét
- 2003 A Heineken felvásárolja a Brau-Beteiligungs A.G. (BBAG) Ausztriában
- 2008 A Scottish & Newcastle egyesülésével a világ egyik legnagyobb sörgyártójává válik

## A márka szerepe
A cég az 1889-es párizsi világkiállításon mutatta be legújabb, erjesztett sörét, ami íze miatt el is nyerte a világkiállítás nagydíját. A társaság ettől az évtől használja több országban a már védjegyeként szolgáló márkajelzést: a vizet, földet, levegőt, tüzet és mágikus erőt szimbolizáló, ötágú vörös csillagot.